# Episodi di Medici in corsia (quarta stagione)
La quarta stagione della serie televisiva Medici in corsia è stata trasmessa in anteprima in Germania da Das Erste tra il 1º febbraio 2018 e il 14 febbraio 2019.
In Italia, la stagione è stata trasmessa in prima visione assoluta su Rai 2 dal 16 ottobre 2024 al 27 novembre 2024.
| nº | Titolo originale          | Titolo italiano          | Prima TV Germania | Prima TV Italia  |
| -- | ------------------------- | ------------------------ | ----------------- | ---------------- |
| 1  | Ausweichmanöver           | Manove evasive           | 1º febbraio 2018  | 16 ottobre 2024  |
| 2  | Trau Dich!                | Coraggio!                | 8 febbraio 2018   | 17 ottobre 2024  |
| 3  | Bruchstellen              | Punti di rottura         | 15 febbraio 2018  | 17 ottobre 2024  |
| 4  | Herzstück                 | Questioni di cuore       | 22 febbraio 2018  | 18 ottobre 2024  |
| 5  | Augenhöhe                 | Testa a testa            | 1º marzo 2018     | 18 ottobre 2024  |
| 6  | Glücksspiel               | Gioco d'azzardo          | 8 marzo 2018      | 21 ottobre 2024  |
| 7  | Umlaufbahnen              | Il cacciatore di talpe   | 15 marzo 2018     | 21 ottobre 2024  |
| 8  | Unentbehrlich             | Indispensabili           | 22 marzo 2018     | 22 ottobre 2024  |
| 9  | Eine Frage des Vertrauens | Fiducia                  | 29 marzo 2018     | 22 ottobre 2024  |
| 10 | Überdruck                 | Sotto pressione          | 5 aprile 2018     | 23 ottobre 2024  |
| 11 | Rettung                   | Salvataggi               | 12 aprile 2018    | 23 ottobre 2024  |
| 12 | Hohe Erwartungen          | Grandi speranze          | 19 aprile 2018    | 24 ottobre 2024  |
| 13 | Der falsche Weg           | La strada sbagliata      | 26 aprile 2018    | 24 ottobre 2024  |
| 14 | Was zusammen gehört       | Noi ci apparteniamo      | 3 maggio 2018     | 25 ottobre 2024  |
| 15 | Drum prüfe sich ...       | La prova del fuoco       | 17 maggio 2018    | 25 ottobre 2024  |
| 16 | Späte Einsicht            | Seguire l'istinto        | 24 maggio 2018    | 28 ottobre 2024  |
| 17 | Unter Geschwistern        | Fratelli                 | 31 maggio 2018    | 30 ottobre 2024  |
| 18 | Auferstanden              | Rinascere                | 7 giugno 2018     | 31 ottobre 2024  |
| 19 | Was uns verbindet         | Quel che ci unisce       | 5 luglio 2018     | 1º novembre 2024 |
| 20 | Alte Wunden               | Un amico da salvare      | 12 luglio 2018    | 4 novembre 2024  |
| 21 | Frauen von früher         | Amori passati            | 19 luglio 2018    | 5 novembre 2024  |
| 22 | Kontrollverlust           | Fuori controllo          | 26 luglio 2018    | 6 novembre 2024  |
| 23 | Keine Kompromisse         | Niente compromessi       | 2 agosto 2018     | 7 novembre 2024  |
| 24 | Große und kleine Helden   | Grandi e piccoli eroi    | 9 agosto 2018     | 8 novembre 2024  |
| 25 | Zweite Chancen            | Seconde possibilità      | 16 agosto 2018    | 12 novembre 2024 |
| 26 | Unter Druck               | L'abito non fa il medico | 23 agosto 2018    | 12 novembre 2024 |
| 27 | Wunschträume              | Sogni e bisogni          | 30 agosto 2018    | 13 novembre 2024 |
| 28 | Stunde Null               | Due nuovi specializzandi | 6 settembre 2018  | 14 novembre 2024 |
| 29 | Lernen und lernen lassen  | Impara e lascia imparare | 13 settembre 2018 | 14 novembre 2024 |
| 30 | Abschiedsschmerzen        | Intossicazioni           | 20 settembre 2018 | 15 novembre 2024 |
| 31 | Hand aufs Herz            | Amici per la pelle       | 27 settembre 2018 | 18 novembre 2024 |
| 32 | Geständnisse              | Dire la verità           | 4 ottobre 2018    | 18 novembre 2024 |
| 33 | Doppelter Schwindel       | Bugie                    | 11 ottobre 2018   | 20 novembre 2024 |
| 34 | Nachwirkungen             | Conseguenze              | 18 ottobre 2018   | 20 novembre 2024 |
| 35 | Berufung                  | Vocazione                | 25 ottobre 2018   | 22 novembre 2024 |
| 36 | Hinter der Fassade        | Dietro le apparenze      | 27 dicembre 2018  | 22 novembre 2024 |
| 37 | Schwindel                 | Vertigini                | 3 gennaio 2019    | 25 novembre 2024 |
| 38 | Gemeinsam stark           | Uniti si vince           | 10 gennaio 2019   | 25 novembre 2024 |
| 39 | Schmerzhafte Einsicht     | Intuizione dolorosa      | 24 gennaio 2019   | 26 novembre 2024 |
| 40 | Rollenmuster              | Ansia da matrimonio      | 31 gennaio 2019   | 26 novembre 2024 |
| 41 | Schmerzen                 | Dolore                   | 14 febbraio 2019  | 27 novembre 2024 |
| 42 | Außer Atem                | Senza fiato              | 14 febbraio 2019  | 27 novembre 2024 |